# Escuela Nacional n.º 18 de Río Corintos

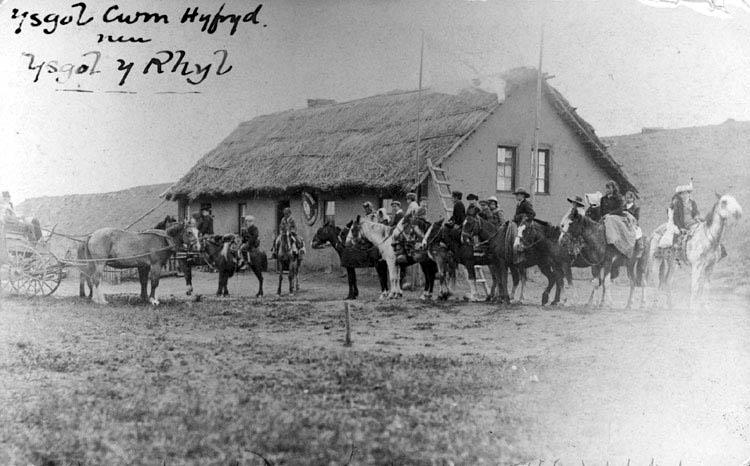
Edificio original de la Escuela Nacional 18 luciendo el escudo nacional de chapa y la bandera de Argentina.

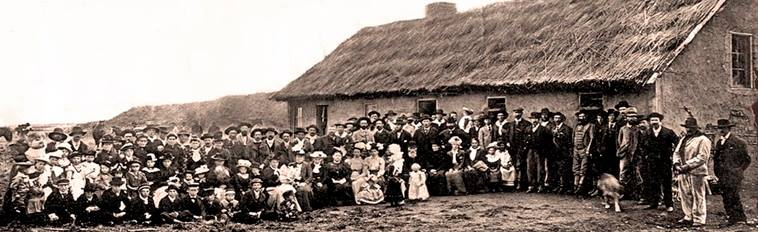
Única fotografía que se conserva del plebiscito.

La Escuela Nacional N.º 18 "Benjamín Zorrilla" de Río Corintos es una escuela y lugar histórico, ubicada en el valle 16 de Octubre, provincia del Chubut, a unos 13 kilómetros de la ciudad de Trevelin en Argentina. Es conocida por ser el lugar en donde el 30 de abril de 1902 los colonos del valle decidieron a través de un plebiscito, seguir formando parte de la Argentina. Además, fue la primera escuela nacional más austral de la Argentina oficializada en 1895.
Dentro de una de las aulas, funciona el Museo del Plebiscito en el horario de 14 a 18. Aquí hay un hito limítrofe con la leyenda «Chile».

## Historia
En 1885 los Rifleros del Chubut descubren el valle 16 de Octubre. Dos años más tarde, este sitio comienza a poblarse. A orillas del río Corintos, se comienza a instalarse el primer asentamiento de la zona denominada Villa Repentina. En 1894, se instala una capilla y una escuela, que se oficializa al año siguiente.
En 1897 apareció una disputa de límites entre Argentina y Chile. El tratado de 1881 establecía como límite las cumbres divisorias de aguas; pero había una zona en la que las altas cumbres están en un lado y la divisoria de aguas, en otro.
Debido a que ambos países reclaman la soberanía sobre la zona, se invitó al Reino Unido para que realice un arbitraje. El hombre designado para hacer el trabajo fue sir Thomas Holdich, que decidió llevar a cabo una votación entre los colonos galeses, pobladores tehuelches y pobladores chilenos para resolver la cuestión el 30 de abril de 1902. Pese a que Chile ofrecía la tierra al doble para ellos, la gran mayoría de los colonos optaron por permanecer bajo la bandera de la Argentina, sobre todo porque no querían establecer un límite entre ellos y sus familias en Chubut. Además, ya existían en el lugar algunos servicios como comisaría, escuela y puesto sanitario colocados por el gobierno argentino.
Por lo tanto desde Inglaterra el rey Eduardo VII asignó de los 94 000 km cuadrados en disputa, 54 000 a Chile y 40 000 a Argentina, que se vio beneficiada con los tres valles más importantes: Nuevo (hoy El Bolsón), Cholila y el valle 16 de Octubre.
En 1922, se construye el edificio actual. 
El 28 de agosto de 1979 el lugar fue declarado por el decreto 1.908 como Lugar Histórico para su conservación y revalorización.
En 2002 se inauguró el museo, donde se reproduce un aula de aquella época, mapas, fotos y cuadernos de principios del siglo XX